# Veter v lico
Veter v lico (Ветер в лицо) è un film del 1930 diretto da Iosif Efimovič Chejfic e Aleksandr Zachri.